# مبارز (مجموعه تلویزیونی)
مبارز (به انگلیسی: Warrior) یک مجموعه تلویزیونی درام اکشن چینی_آمریکایی است و در ۵ آوریل ۲۰۱۹ از سینمکس به نمایش درآمد. که به تهیه‌کنندگی شانون لی و جاستین لین تهیه‌شده این بر اساس یک مفهوم و تلقی اصلی توسط بروس لی، و توسط دخترش، شانون لی، و کارگردان فیلم جاستین لین، تهیه‌کننده اجرایی است. جاناتان تروپر، که برای سریال اصلی سینکس بانشی شناخته می‌شود، مجری‌ برنامه است.
در آوریل ۲۰۱۹، سینکس این مجموعه را برای فصل دوم تمدید کرد که اولین بار در ۲ اکتبر ۲۰۲۰ پخش شد. این آخرین مجموعه سینکس قبل از توقف تولید برنامه‌های اصلی بود.
در آوریل ۲۰۲۱، این مجموعه برای فصل سوم تمدید شد، همراه با اعلام اینکه مجموعه به اچ‌بی‌او مکس منتقل می‌شود. و بعد از ۳ فصل، سریال کنسل شد.